# Louis-Nicolas Clérambault
Louis-Nicolas Clérambault (Paris, 19 de dezembro de 1676 — 26 de outubro de 1749) foi um músico francês, mais conhecido como organista e compositor.

## Biografia
Clérambault veio de uma família musical (seu pai e dois de seus filhos também eram músicos). Apesar de muito jovem, ele aprendeu a tocar violino e cravo e estudou órgão com André Raison. Além disso, aperfeiçoou sua composição e voz com Jean-Baptiste Moreau.
Clérambault se tornou o organista da igreja dos Grands-Augustins e entrou a serviço de Françoise d'Aubigné. Após a morte de Luís XIV de França e Guillaume-Gabriel Nivers, ele se tornou organista da igreja de Saint-Sulpice e da casa real de Saint-Cyr, uma instituição para garotas jovens. Nestes locais, foi o responsável pela composição, pelos instrumentos que dirigem os cânticos, entre outros. Em 1719, sucedeu seu professor Raison na igreja de Grand-Jacobins.

## Trabalhos
Entre suas importantes publicações incluem:
- um grande número de peças religiosas contendo cânticos e coros;
- mais de 25 cantatas seculares sobre mitologia greco-romana;
- sonatas para violino e baixo cifrado;
- um livro sobre peças de danças;
- um livro sobre peças de órgãos.

- 1: Cantata Book I No. 1: L'amour piqué par une abeille
- 2: Cantata Book I No. 2: Le jaloux
- 3: Cantata Book I No. 3: Orphée
- 4: Cantata Book I No. 4: Polyphême
- 5: Cantata Book I No. 5: Médée
- 6: Cantata Book I No. 6: L'amour et Bacchus
- 7: Cantata Book II No. 1: Alphée et Aréthuse
- 8: Cantata Book II No. 2: Léandre et Héro
- 9: Cantata Book II No. 3: La musette
- 10: Cantata Book II No. 4: Pirame et Tisbé
- 11: Cantata Book II No. 5: Pigmalion
- 12: Cantata Book II No. 6: Le triomphe de la paix
- 13: Cantata: Le bouclier de Minerve
- 14: Cantata: Abraham
- 15: Cantata Book III No. 1: Apollon
- 16: Cantata Book III No. 2: Zéphire et Flore
- 17: Cantata Book III No. 3: L'isle de Délos
- 18: Cantata Book III No. 4: La mort d'Hercule
- 19: Cantata: La muse de l'Opéra
- 20: Cantata Book IV No. 1: L'amour guéri par l'amour
- 21: Cantata Book IV No. 2: Apollon et Doris
- 22: Cantata: Le soleil, vainqueur des nuages
- 23: Cantata Book V No. 1: Clitie
- 24: Cantata Book V No. 2: Les forges de Vulcain
- 25: Cantata: Les francs masçons
- 26: Choeurs et intermèdes de l'idille de St Cyr
- 27: Choeurs de l'idille de St Cyr sur le départ du roi
- 28: Le triomphe d'Iris
- 29: Le triomphe de la vertu, ou Hercule vainqueur des plaisirs
- 30: Himne de Saint Louis
- 31: Idille sur la naissance de Nôtre Seigneur de Moreau (arrangement)
- 32: Le retour du printemps (lost)
- 33: Daphnis et Sylvie (lost)
- 34: Air à boire: Enfin nos voeux sont satisfaits in C major
- 35: Air à boire: C'en est fait j'ai brisé ma chaîne in G major
- 36: Air italien: Vuol parlar il mio cuore in F major
- 37: Air à boire: Buveurs trop altérés in E minor
- 38: Ariette: Hélas! La pauvre fille in E minor
- 39: Air sérieux: Jugez de ma peine extrême in C minor
- 40: Air à boire: Réparons l'honneur de la treille in C major
- 41: Air à boire: Amis, le dieu du vin s'empresse in G major
- 42: Canon: Vive le roi in C major
- 43: Harpsichord Suite No. 1 en C major
- 44: Harpsichord Suite No. 2 en C minor
- 45: Prelude for harpsichord in G major
- 46: Organ suite of the first tone
- 47: Organ suite of the second tone
- 48: Chaconne for violin, viola da gamba and continuo in A major
- 49: Allemande for violin and continuo in A major
- 50: Menuet en rondeau for violin and continuo in A major
- 51: Sonata I in G major "L'anonima"
- 52: Sonata II in G major "La félicité"
- 53: Sonata III in B flat major "L'abondance"
- 54: Sonata IV in F major "Symphonia"
- 55: Sonata V in D major
- 56: Sonata VI in C major "L'impromptu"
- 57: Sonata VII in E minor "La magnifique"
- 58: Motet pour le jour de Noël in A major
- 59: Motet pour le dimanche de la quinquagezime in E minor
- 60: Motet pour le lundy qui précède le caresme in A major
- 61: Motet pour le mardy qui précède le caresme in D minor
- 62: Motet de la Sainte Vierge in C minor
- 63: Motet pour le roy in D minor
- 64: Motet pour l'ascension in B flat major
- 65: Motet du Saint Esprit in E minor
- 66: Motet du Saint Sacrement in E minor
- 67: Motet du Saint Sacrement in D major
- 68: Motet du Saint Sacrement in G major
- 69: Motet pour le bienheureux Vincent de Paul in A major
- 70: Stabat mater in B flat major
- 71: Motet pour Sainte Françoise in A minor
- 72: Motet pour Saint Joseph in G major
- 73: Motet pour le saint jour de pâques in F major
- 74: Motet pour l'ascension in F major
- 75: Motet pour la fête de la Sainte Trinité in F major
- 76: Motet de Saint Jean Baptiste in G major
- 77: Motet de Saint Roch in G major
- 78: Motet pour le bienheureux Vincent de Paul in C major
- 79: Motet pour les Saints Anges in F major
- 80: Motet de Saint Denis in C minor
- 81: Motet pour la fête de tous les saints in B flat major
- 82: Motet pour les apostres in A minor
- 83: Motet du Saint Sacrement in A minor
- 84: Motet du Saint Sacrement in G major
- 85: Motet du Saint Sacrement in F major
- 86: Motet du Saint Sacrement in D minor
- 87: Motet du Saint Sacrement in D major
- 88: Motet de la Sainte Vierge in A major
- 89: Motet de la Sainte Vierge in G minor
- 90: Motet de la Sainte Vierge in G major
- 91: Motet de la Sainte Vierge in D major
- 92: Motet de la Sainte Vierge in C minor
- 93: Motet de la Sainte Vierge pour le caresme in G minor
- 94: Motet de la Sainte Vierge pour le tems de pasques in G major
- 95: Motet de la Sainte Vierge in A major
- 96: Motet de la Sainte Vierge in D minor
- 97: Domine salvum in A minor
- 98: Domine salvum in F major
- 99: Cantique des anges in D major
- 100: Antienne à la Sainte Vierge pour le temps pascal in G major
- 101: Motet de Saint Benoit in G major
- 102: Motet de Saint Bernard in G major
- 103: Motet de Saint Michel in D major
- 104: Antienne à la Sainte Vierge in G minor
- 105: Motet de Saint Dominique in G major
- 106: Motet du Saint Sacrement in F major
- 107: Motet de Saint Jean l'Evangéliste in A major
- 108: Motet de Saint Augustin in D minor
- 109: Motet de la Sainte Vierge in C minor
- 110: Motet du Saint Sacrement in A major
- 111: Motet pour la fête de l'assomption in D major
- 112: Motet de Saint Sulpice in D major
- 113: Motet de Saint Pie in D major
- 114: Salve regina in E minor
- 115: Motet de Sainte Chantal in A major
- 116: Miserere à 3 in G minor
- 117: De profundis clamavi in D minor
- 118: Ecce quam bonum in G major
- 119: Dominus quis habitabit in A major
- 120: Judica me Deus in G minor
- 121: Exaltabo te Domine in A major
- 122: Exultate Deo in G major
- 123: Miserere in C minor
- 124: Motet de la Sainte Vierge in G minor
- 125: Conturbatus est spiritus meus in C minor
- 126: Motet de Saint Jean Baptiste in D major
- 127: Motet de la Sainte Vierge in F major
- 128: Motet du Saint Sacrement in D major
- 129: Motet de Saint Sulpice in G major
- 130: Viderunt te aquae Deus in E minor
- 131: Motet du Saint Sacrement in C minor
- 132: Antienne à la Sainte Vierge in C major
- 133: Motet du Saint Sacrement in F major
- 134: Motet du Saint Sacrement in A minor
- 135: Motet de la Sainte Vierge in D minor
- 136: Magnificat à trois parties in F major
- 137: Te Deum in A minor
- 138: Te Deum in C major
- 139: Dixit Dominus in E minor
- 140: Regina caeli in F major
- 141: Exultate Deo in D major
- 142: Audite gentes in D major
- 143: Motet pour le sacré coeur de Jésus in A major
- 144: Motet pour la nativité de Saint Jean Baptiste in G major
- 145: Motet pour Saint Sulpice in A major
- 146: Motet pour le roy, la reine et le dauphin in A major
- 147: Pseaume 28 in C major
- 148: Motet de Saint Sulpice in D major
- 149: Motet pour la dédicace de l'eglise de Saint Sulpice in D major
- 150: Motet pour la canonisation de Saint Pie in G major
- 151: Motet de Saint Sulpice in B flat major
- 152: Motet pour le roy in B flat major
- 153: Pseaume 121 in C major
- 154: Magnificat à trois parties in D minor
- 155: Te Deum à trois parties in C major
- 156: Motet du Saint Sacrement in A major
- 157: Motet pour le roy in A major
- 158: Motet pour le roy in G minor
- 159: Motet pour le roy in E minor
- 160: Stabat mater in B flat major
- 161: Exaudiat in D minor
- 162: Exaudiat in F major
- 163: O sacrum convivium in A major
- 164: Tantum ergo in A minor
- 165: O salutaris hostia in E minor
- 166: Adoramus te Christe in A minor
- 167: Pie Jesu in C minor
- 168: Litanies du sacré coeur de Jésus in C major
- 169: Vovete et redite in G major
- 170: Salve regina in D minor
- 171: Motet pour la fête de la Sainte Trinité in G major
- 172: Motet de Saint Augustin in F major (Nivers arr. Clérambault)
- 173: O salutaris in A major (Nivers arr. Clérambault)
- 174: Motet du Saint Sacrement in D major (Nivers arr. Clérambault)
- 175: Motet du Saint Sacrement in G minor (Nivers arr. Clérambault)
- 176: Motet du Saint Sacrement in A major (Nivers arr. Clérambault)
- 177: Motet de la Sainte Vierge in A major  (Nivers arr. Clérambault)
- 178: Motet de la Sainte Vierge in A major  (Nivers arr. Clérambault)
- 179: Motet de la Sainte Vierge in D major  (Nivers arr. Clérambault)
- 180: Motet de la Sainte Vierge in A major  (Nivers arr. Clérambault)
- 181: Motet de la Sainte Vierge in D major  (Nivers arr. Clérambault)
- 182: Motet de la Sainte Vierge in F major (Nivers arr. Clérambault)
- 183–188: 6 Leçons de ténèbres (lost)
- 189: O Filii (lost)
- 190: Laudemus cantemus (lost)
- 191: L'histoire de la femme adultère
- 192: Air spirituel: Vertus – Misères du pêché in C minor
- 193: Air spirituel: Stance in A minor
- 194: Air spirituel: Vertus – La résignation in F major
- 195: Air spirituel: Le paradis in A major
- 196: Airs spirituels: Louanges de Dieu in E minor
- 197: Air spirituel: Mistères de Notre Seigneur J.C. – Moment in B flat major
- 198: Air spirituel: Mistères de Notre Seigneur J.C. – Sa résurrection in B flat major
- 199: Air spirituel: Vertus – Amour de la sagesse in C minor
- 200: Air spirituel: Noël in G major
- 201: Air spirituel: Vertus – L'innocence in G major
- 202: Air spirituel: Cantique de Saint Bernard in G major
- 203: Air spirituel: Vertus – L'education in G minor
- 204: Air spirituel: Vertus – Respect dans le lieu saint in A minor
- 205: Air spirituel: Noël in A major
- 206: Air spirituel: Cantique in A minor
- 207: Airs spirituels: Vices – Le libertinage in D minor
- 208: Air spirituel: Sonnet de Des Barreaux in D minor
- 209: Air spirituel: Vertus – La confiance in G minor
- 210: Air spirituel: Vertus – La sagesse in E minor
- 211: Air spirituel: Cantique de Saint Bernard in C major
- 212: Airs spirituels: Louanges de Dieu in B flat major
- 213: Airs spirituels: Mistères de Notre Seigneur J.C. – Sa circoncision in G major
- 214: Airs spirituels: Les IV fins de l'homme – L'impie détrompé in B flat major
- 215: Air spirituel: Les IV fins de l'homme – Fuite du tems in G major
- 216: Air spirituel: Vertus – Prière dans la tentation in G minor
- 217: Air spirituel: Stance – Mon coeur est accablé in G major
- 218: Air spirituel: Ne cherchons plus que Dieu in G major
- 219: Air spirituel: Stance – N'espérons plus mon âme in D minor
- 220: Air spirituel: Stance – Objets lugubres et funèbres in D minor
- 221: Air spirituel: Sur les O de Noël – O sapientia in D minor
- 222: Air spirituel: Sur les O de Noël – O adonai in D major
- 223: Air spirituel: Sur les O de Noël – O radix Jesse in F major
- 224: Air spirituel: Sur les O de Noël – O clavis David in F major
- 225: Air spirituel: Sur les O de Noël – O oriens in G major
- 226: Air spirituel: Sur les O de Noël – O rex gentium in G major
- 227: Air spirituel: Sur les O de Noël – O Emmanuel in E minor
- 228: Air spirituel: O vive flamme in A major
- 229: Airs spirituels: Mistères de Notre Seigneur J.C. – Son incarnation in G major
- 230: Air spirituel: Stance – Pour un pécheur in C minor
- 231: Airs spirituels: Les IV fins de l'homme – La mort in B minor
- 232: Air spirituel: Stance – Quand je pense au Seigneur in G major
- 233: Air spirituel: Mistères de Notre Seigneur J.C. – Sa mort in F major
- 234: Air spirituel: Vices – L'oisiveté in A major
- 235: Air spirituel: Sur les désirs de la mort in C minor
- 236: Air spirituel: Les IV fins de l'homme – Le paradis in A major
- 237: Air spirituel: Désir de la mort in B flat major
- 238: Air spirituel: Stance – Vous me cherchez Seigneur in D minor
- 239: Règles d'accompagnement